# Lijst van voetbalinterlands Armenië - Oostenrijk (vrouwen)
Deze lijst van voetbalinterlands is een overzicht van alle officiële voetbalwedstrijden tussen de nationale vrouwenteams van Armenië en Oostenrijk. De landen hebben tot nu toe vier keer tegen elkaar gespeeld.

## Wedstrijden
| № | Plaats                | Datum           | Competitie           | Wedstrijd            | Uitslag |
| - | --------------------- | --------------- | -------------------- | -------------------- | ------- |
| 1 | Waidhofen an der Ybbs | 10 mei 2003     | EK 2005 kwalificatie | Oostenrijk − Armenië | 11 − 0  |
| 2 | Waidhofen an der Ybbs | 13 mei 2003     | EK 2005 kwalificatie | Oostenrijk − Armenië | 11 − 0  |
| 3 | Bruck an der Mur      | 26 oktober 2011 | EK 2013 kwalificatie | Oostenrijk − Armenië | 3 − 0   |
| 4 | Jerevan               | 1 april 2012    | EK 2013 kwalificatie | Armenië − Oostenrijk | 2 − 4   |

## Samenvatting
| Competitie        | Totaal gespeeld | Winst Armenië | Gelijk | Winst Oostenrijk | Doelsaldo Armenië – Oostenrijk |
| ----------------- | --------------- | ------------- | ------ | ---------------- | ------------------------------ |
| Vriendschappelijk | 4               | 0             | 0      | 4                | 2 − 29                         |
| Totaal            | 4               | 0             | 0      | 4                | 2 − 29                         |

AFFA · A-internationals · Armeens mannenelftal
2003 – 2009 · 2010 – 2019 · 2020 – 2029
Albanië ·
België ·
Bosnië en Herzegovina ·
Bulgarije ·
Cyprus ·
Denemarken ·
Estland ·
Faeröer ·
Finland ·
Georgië ·
Griekenland ·
Israël ·
Italië ·
Jordanië ·
Kazachstan ·
Kosovo ·
Kroatië ·
Letland ·
Libanon ·
Liechtenstein ·
Litouwen ·
Malta ·
Moldavië ·
Noord-Macedonië ·
Noorwegen ·
Oostenrijk ·
Polen ·
Portugal ·
Roemenië ·
Slovenië ·
Slowakije ·
Tsjechië